# Castillo de Noirmoutier
El castillo de Noirmoutier es un castillo situado en la isla de Noirmoutier, en el departamento francés de la Vendée. Domina la comuna de Noirmoutier-en-l'Île con su torre del homenaje de más de 20 metros de altura. El castillo está en buen estado de conservación y es un ejemplo de la arquitectura medieval del siglo XII.

## Historia
Las primeras noticias del castillo se remontan a 830, con la construcción de un castrum por el abad Hilboldo, del monasterio de Saint-Philibert. El castrum se empleaba para defender a los monjes del monasterio y a la población de la isla de los ataques de los vikingos.
El castillo se reconstruyó en piedra en el siglo XII por el poder feudal de la isla, que trataba estabilizar la región para impedir los pillajes normandos. En esos instantes, la isla estaba dominada por los señores de La Garnache. La torre del homenaje fue construida por Pedro IV de La Garnache, y después se construyó un recinto con torres para rodear el patio.
En el siglo XIV, el castillo era propiedad de la Casa de La Trémoille, que entonces eran los vizcondes de Thouars.
El castillo resistió muchos ataques:
- Los ingleses en 1342 y en 1360, además de en 1386 bajo las órdenes del conde de Arundel, durante la Guerra de los Cien Años,
- Los españoles en 1524 y en 1588.

Sin embargo, en 1674, las tropas neerlandesas del almirante Tromp tomaron el castillo.
En 1690, el señor de La Paunière, gobernador de la isla y del castillo,  construyó una casa en el interior del castillo, para hacer su residencia.
En 1720 el castillo se vendió a Luis Enrique de Borbón-Condé, quien lo volvió a vender en 1767 al rey de Francia Luis XV.
Durante la Revolución Francesa, el castillo se usó como cárcel militar. En 1871, durante la Comuna, se encarceló allí a algunos insurgentes.
En 1901, el castillo es adquirido por la comuna de Noirmoutiers-en-l'Ile. Hizo las veces de prisión durante la Primera y la Segunda Guerra Mundial.

## Arquitectura

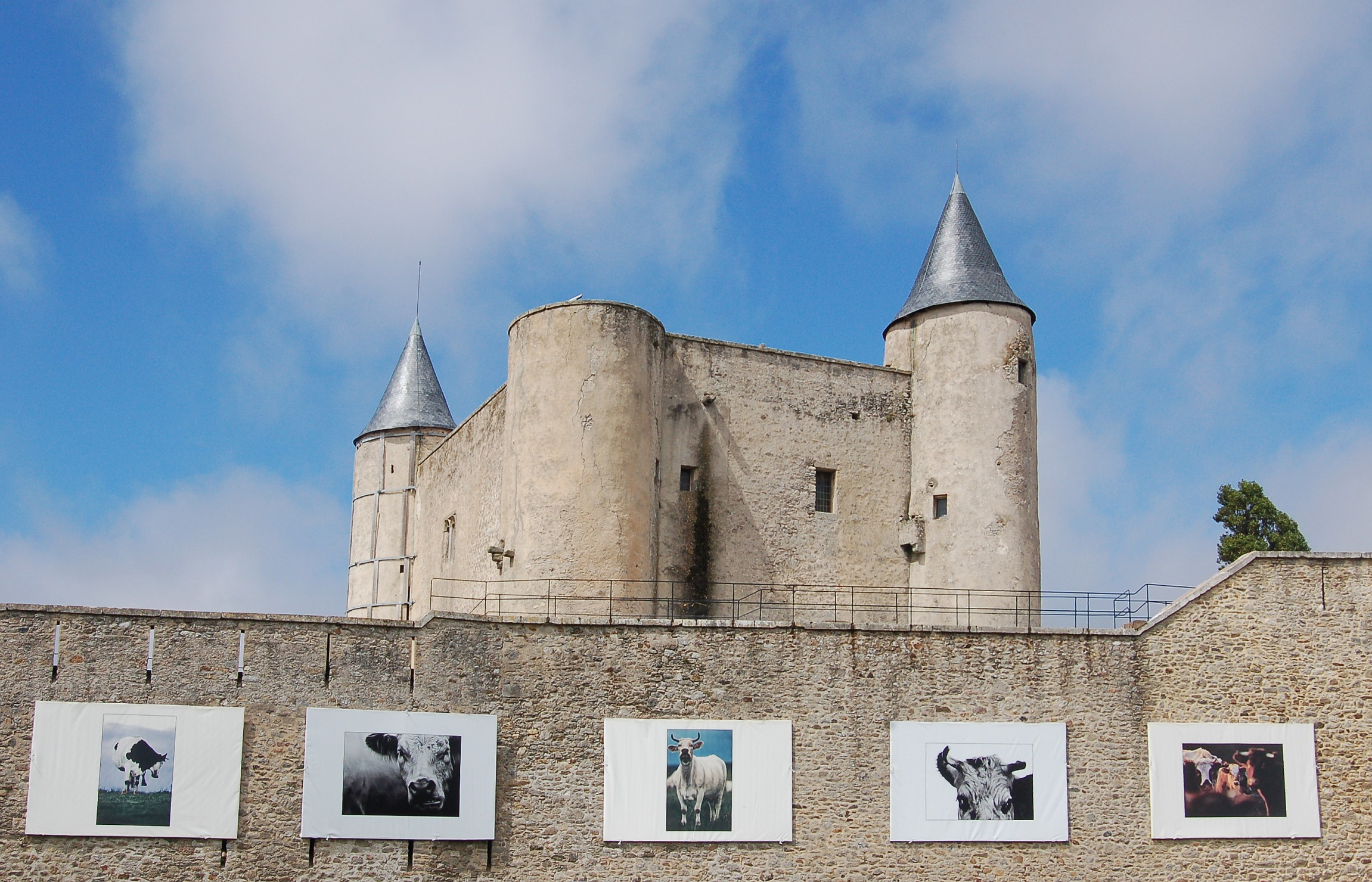
El castillo de Noirmoutier.

La torre del homenaje (denominada donjón en los castillos franceses) se sitúa en el centro del recinto, masivo y rectangular. Está construido en sillar y tiene tres pisos; en el tercer piso se encuentra la residencia del señor. La torre del homenaje tiene muchas aspilleras, con pequeñas torres defensivas en sus ángulos. Hoy, en el castillo se encuentra el Museo de Noirmoutier.
El recinto amurallado rectangular tiene dos torres, una única puerta y dos garitas en los cuatro ángulos.